# Santo Domingo (tỉnh)
Santo Domingo là một tỉnh của Cộng hòa Dominica. Tỉnh này được tách ra từ Distrito Nacional vào ngày 16 tháng 10 năm 2001..

## Các đô thị và các huyện đô thị
Đến thời điểm ngày 20 tháng 6 năm 2006, tỉnh này được chia thành các đô thị (municipio) và các huyện đô thị (distrito municipal - D. M.):
| - Boca Chica - La Caleta (D.M.) - Los Alcarrizos - Palmarejo-Villa Linda (D.M.) - Pantoja (D.M.) - Pedro Brand - La Cuaba (D.M.) - La Guáyiga (D.M.) - San Antonio de Guerra - Hato Viejo (D.M.) - Santo Domingo Este - Santo Domingo Norte - Santo Domingo Oeste - Hato Nuevo (D.M.) - Instituto (D.M.) |

Dưới đây là bảng các đô thị và huyện đô thị.
| Tên                   | Tổng dân số | Dân số đô thị | Dân số nông thôn |
| --------------------- | ----------- | ------------- | ---------------- |
| Los Alcarrizos        | 200548      | 165655        | 34893            |
| Boca Chica            | 105698      | 48771         | 56927            |
| Pedro Brand           | 48977       | 22226         | 26751            |
| San Antonio de Guerra | 35665       | 10052         | 25613            |
| Santo Domingo Este    | 624704      | 435510        | 189194           |
| Santo Domingo Norte   | 286912      | 264477        | 22435            |
| Santo Domingo Oeste   | 701847      | 432112        | 269735           |
| tỉnh Santo Domingo    | 2004351     | 1378803       | 625548           |